# Yuksek
Yuksek, artiestennaam van Pierre-Alexandre Busson (Reims, 1977), is een Franse elektronica en dance-dj. Yuksek bracht in 2005 zijn eerste ep uit: The Wax EP. Op deze ep volgde nog 6 ep's, waaronder Tonight uit 2008. De gelijknamige single hiervan werd een bescheiden internationale dancehit. Yuksek kenmerkt zich door zijn typische Franse dj-stijl, die ook te herkennen is bij het Franse duo Justice.
In 2009 kwam zijn eerste album uit, Away from the sea. Het album werd internationaal uitgebracht: in Frankrijk op het label Sound of Barclay, in het Verenigd Koninkrijk op het Fiction label (van onder andere White Lies en de Yeah Yeah Yeahs), en in de Verenigde Staten op Cherry Three/Interscope. Voornamelijk het nummer "Extraball" werd ook elders in Europa een hit in het alternatieve dance-circuit.
In 2011 volgde zijn tweede album; "Living on the edge of time", waar meer popinvloeden op te horen waren. Critici van onder meer The Guardian bestempelden de muziek op het tweede album dan ook als "dance-pop". Bij het maken van het album kreeg Yuksek onder meer hulp van The Shoes, de dance-act uit Reims, dezelfde stad als waar Yuskek vandaan komt.

## Discografie

### Albums
| Album met hitnotering(en) in de Vlaamse Ultratop 200 albums | Datum van verschijnen | Datum van binnenkomst | Hoogste positie | Aantal weken | Opmerkingen |
| ----------------------------------------------------------- | --------------------- | --------------------- | --------------- | ------------ | ----------- |
| Away from the sea                                           | 02-02-2009            | -                     |                 |              |             |
| Living on the edge of time                                  | 13-06-2011            | -                     |                 |              |             |

### Singles
| Single met hitnotering(en) in de Vlaamse Ultratop 50 | Datum van verschijnen | Datum van binnenkomst | Hoogste positie | Aantal weken | Opmerkingen |
| ---------------------------------------------------- | --------------------- | --------------------- | --------------- | ------------ | ----------- |
| On a train                                           | 25-04-2011            | 18-06-2011            | tip17           | -            |             |